# Rajdowy Puchar Pokoju i Przyjaźni 1977
Rajdowy Puchar Pokoju i Przyjaźni 1977 kolejny sezon serii rajdowej Rajdowego Pucharu Pokoju i Przyjaźni (CoPaF) rozgrywanej w krajach socjalistycznych w roku 1977. Sezon ten składał się z siedmiu rajdów i rozpoczął się 21 maja, a zakończył 11 grudnia, zwycięzcą został Czechosłowak Václav Blahna, zespołowo wygrała drużyna Czechosłowacji.

## Kalendarz[1]
| Runda | Data               | Nazwa rajdu           | Baza rajdu    | Nawierzchnia | Zwycięzca         | Wyniki |
| ----- | ------------------ | --------------------- | ------------- | ------------ | ----------------- | ------ |
| 1     | 21-22 maja         | 9. Rajd Volán         | Győr          | Mieszana     | Václav Blahna     | Wyniki |
| 2     | 11-13 czerwca      | 8. Rajd Złote Piaski  |               | Mieszana     | Václav Blahna     | Wyniki |
| 3     | 8-10 lipca         | 37. Rajd Polski       | Wrocław       | Mieszana     | Václav Blahna     | Wyniki |
| 4     | 29-31 lipca        | 12. Rajd Dunaju       | Turnu Severin | Asfalt       | Svatopluk Kvaizar | Wyniki |
| 5     | 24-25 września     | 9. Rajd Tatr          | Poprad        | Asfalt       | Svatopluk Kvaizar | Wyniki |
| 6     | 20-22 października | 20. Rajd Wartburga    | Eisenach      | Mieszana     | Svatopluk Kvaizar | Wyniki |
| 7     | 7-11 grudnia       | 6. Rajd Russkaya Zima | Moskwa        | Mieszana     | Nikolay Bolshikh  | Wyniki |

1. ↑  Zwycięzcą klasyfikacji generalnej 9. Rajdu Volán był Węgier Attila Ferjáncz, Václav Blahna w klasyfikacji generalnej zajął drugie miejsce, a wygrał klasyfikację CoPaF
2. ↑  Zwycięzcą klasyfikacji generalnej 8. Rajdu Złote Piaski był Niemiec Reiner Altenheimer, Václav Blahna w klasyfikacji generalnej zajął czwarte miejsce, a wygrał klasyfikację CoPaF
3. ↑  Zwycięzcą klasyfikacji generalnej 37. Rajdu Polski był Francuz Bernard Darniche, Václav Blahna w klasyfikacji generalnej zajął trzecie miejsce, a wygrał klasyfikację CoPaF
4. ↑  Zwycięzcą klasyfikacji generalnej 12. Rajdu Dunaju był Bułgar Ilija Czubrikow

## Klasyfikacja kierowców[1]
| Miejsce | Kierowca            | VOL | BUL | POL | DUN | TAT | SAC | RUS | Pkt |
| ------- | ------------------- | --- | --- | --- | --- | --- | --- | --- | --- |
| 1       | Václav Blahna       | 1   | 1   | 1   | 2   | NU  | NU  | 13  | 228 |
| 2       | Radoslav Petkov     | 5   | NU  | 7   | 3   | 6   | 25  | 16  | 210 |
| 3       | Leo Pavlík          | 2   | -   | 5   | -   | 4   | 2   | 18  | 220 |
| 4       | Yakov Agishev       | NU  | 3   | 14  | NU  | 9   | 5   | 8   | 187 |
| 5       | Andrzej Radecki     |     |     | 11  | 4   | 7   | 11  | 21  | 171 |
| 6       | Vlastimil Havel     | 3   | 2   | 2   | NU  | NU  | NU  | 12  | 168 |
| 7       | Janusz Książkiewicz |     | 14  | NU  | 11  | NU  |     | 20  | 157 |
| 8       | Svatopluk Kvaizar   |     |     |     | 1   | 1   | 1   |     | 150 |
| 9       | Jiří Šedivý         | 18  | NU  | 3   | NU  | 2   | NU  | 14  | 147 |
| 10      | Gyula Simor         | 10  |     | 20  | 19  | 16  | 20  |     | 140 |
| 11      | Slavi Slavov        | 23  |     | 15  | 5   | 15  | 31  | NU  | 136 |

## Klasyfikacja zespołowa[2][3]
| Miejsce | Zespół         | Punkty |
| ------- | -------------- | ------ |
| 1       | Czechosłowacja |        |
| 2       |                |        |
| 3       |                |        |
| 4       |                |        |
| 5       | Polska         |        |